# MJ & Friends
MJ & Friends furent deux concerts de charité donnés par Michael Jackson en 1999, ce dernier étant accompagné par de nombreux autres artistes. Le premier concert eut lieu au stade olympique de Séoul (Corée du Sud) le 25 juin, et le second au stade olympique de Munich (Allemagne) le 27 juin. Le but de cette tournée était de lever des fonds pour soutenir les enfants victimes de la guerre au Kosovo mais aussi en Afrique et dans d'autres régions du monde. 
Les deux concerts ont rassemblé au total 120 000 personnes et ont généré près de 3,5 millions de dollars de recettes qui ont ensuite été reversés à l'UNESCO, la fondation Nelson-Mandela et à la Croix-Rouge.

## Artistes
Hormis Michael Jackson, on retrouve les artistes suivants : 
- À Séoul : H.O.T., Andy Lau, Coco Lee, Scorpions, S.E.S., Slash, Steven Seagal, Mariah Carey, Boyz II Men, Patricia Kaas, Vanessa-Mae, Barenaked Ladies, Angela Gheorghiu, Philipp Kirkorov, Spirit of the Dance, Status Quo, Luther Vandross
- À Munich : Scorpions, Slash, Udo Jürgens, Mario Adorf, Roberto Alagna, Patricia Kaas, All Saints, Barenaked Ladies, Andrea Bocelli, Ar Rahman, Boyzone, Angela Gheorghiu, Status Quo, The Kelly Family, Philipp Kirkorov, Helmut Lotti, Vanessa-Mae, Peter Maffay et Noa, Alan Parsons, André Rieu, Sasha, Ringo Starr, Zucchero, Luther Vandross

## Chansons de Michael Jackson
1. Medley[3] :
  - Don't Stop 'Til You Get Enough
  - The Way You Make Me Feel
  - Scream (avec un extrait de Jam)
  - Black or White (avec des extraits de Beat It et de Thriller)
  - Billie Jean
2. Dangerous (avec un extrait de Smooth Criminal)
3. Earth Song
4. You Are Not Alone
5. Heal the World (interlude instrumental)